# Nixon in China
Nixon in China è un'opera di John Adams su libretto di Alice Goodman, ed è la prima da lui composta. L'opera è ispirata al viaggio che il presidente statunitense Richard Nixon compì in Cina nel 1972 e all'incontro che vi ebbe con Mao Tse-tung. L'opera ebbe la prima assoluta il 22 ottobre 1987 diretta da Edo de Waart al Houston Grand Opera. In Italia è stata rappresentata per la prima volta  il 25 gennaio 2008 al Teatro Filarmonico (Verona).

## Cast della prima assoluta
| Ruolo                               | Registro vocale       | Interprete della prima rappresentazione (22 Ottobre 1987, direttore John DeMain) |
| ----------------------------------- | --------------------- | -------------------------------------------------------------------------------- |
| Richard Nixon                       | baritono              | James Maddalena                                                                  |
| Pat Nixon                           | soprano               | Carolann Page                                                                    |
| Chou En-lai                         | baritono              | Sanford Sylvan                                                                   |
| Mao Tse-tung                        | tenore                | John Duykers                                                                     |
| Henry Kissinger                     | basso                 | Thomas Hammons                                                                   |
| Chiang Ch'ing                       | soprano di coloratura | Trudy Ellen Craney                                                               |
| Nancy Tang, Prima segretaria di Mao | mezzosoprano          | Mari Opatz                                                                       |
| Seconda segretaria di Mao           | mezzosoprano          | Stephanie Friedman                                                               |
| Terza segretaria di Mao             | mezzosoprano          | Marion Dry                                                                       |

## Trama

### Atto I
L'aereo presidenziale arriva a Pechino, accolto dalle Guardie Rosse (Soldiers of Heaven). Nixon, la moglie Pat e gli altri ospiti vengono accolti da Chou En-Lai, al quale Nixon confida l'importanza storica di questo incontro. Nello studio di Mao avviene l'incontro tra i due presidenti, dove Nixon fatica a seguire i discorsi politici di Mao, pieni di fantasia. La sera stessa si festeggia con un banchetto l'incontro tra i due presidenti.

### Atto II
La moglie del presidente Pat fa visita al personale dell'albergo nel quale alloggia, assieme alla moglie di Mao, Chiang Ch'Ing, che la conduce poi in una scuola e alla Porta della Longevità. La giornata si conclude al teatro dell'Opera, dove i Nixon assistono a un balletto, Il distaccamento comunista delle donne, troppo realistico per i loro gusti, tant'è che i due cercano di difendere la ballerina frustata quasi a morte. Il popolo tenta una sommossa, e Chiang arringa gli spettatori (I am the wife of Mao Tse-Tung!).

### Atto III
Durante l'ultima notte a Pechino, tutti sono molto stanchi e provati. Nixon ricorda il servizio militare prestato in guerra sulla nave, e la moglie ricorda cosa per lei sia stato attenderlo; Mao ricorda la sua storica Lunga marcia, mentre la moglie invano tenta di strapparlo a questi ricordi politici. Chou En-Lai alla fine canta I am an old man and I cannot sleep, interrogandosi se c'è stato qualcosa di buono in questo incontro.

## Discografia
| Anno | Cast (Nixon, Chou En-lai, Pat Nixon, Mao Tse-Tung, Chiang Ch'ing, Kissinger)                     | Direttore    | Etichetta |
| ---- | ------------------------------------------------------------------------------------------------ | ------------ | --------- |
| 1987 | James Maddalena, Sanford Sylvan, Carolann Page, John Duykers, Trudy Ellen Craney, Thomas Hammons | Edo de Waart | Nonesuch  |